# 克里斯托弗·奧尼爾
克里斯托弗·保羅·奧尼爾（英語：Christopher Paul O'Neill，1974年6月27日—），來自英國倫敦，住職投資銀行家，擁有英國和美國雙重國籍。其妻子是瑞典瑪德琳公主殿下。
他与瑪德琳公主在2012年10月25日宣布訂婚，並在2013年6月8日舉行了盛大的婚禮。雖然奧尼爾與瑞典公主殿下結婚，但奧尼爾並沒有取得瑞典王室頭銜地位，不像玛德琳公主的姐夫丹尼爾親王一樣。原因是瑞典王室規定與瑞典王室成員結婚的人士如要取得瑞典王室頭銜地位，則必須申請歸化加入瑞典國籍和放棄自己本身的國籍，而奧尼爾則拒絕放棄所擁有的英國國籍和美國國籍。